# Андріївка (Підкарпатське воєводство)
Андріївка (пол. Jędrzejówka) — село в Польщі, у гміні Наріль Любачівського повіту Підкарпатського воєводства.
Населення — 477 осіб (2011).

## Історія
До другої світової війни Андріївка була присілком села Лукавиця. Через гніздування тут польської банди відділ УПА «Сіроманці» 21.5.1944 атакував Андріївку, у ході бою знищено 80 % забудови.
У 1975—1998 роках село належало до Перемишльського воєводства.

## Демографія
Демографічна структура станом на 31 березня 2011 року:
|          | Загалом | Допрацездатний вік | Працездатний вік | Постпрацездатний вік |
| -------- | ------- | ------------------ | ---------------- | -------------------- |
| Чоловіки | 247     | 54                 | 168              | 25                   |
| Жінки    | 230     | 47                 | 120              | 63                   |
| Разом    | 477     | 101                | 288              | 88                   |